# 屋外広告物条例
屋外広告物条例（おくがいこうこくぶつじょうれい）とは地方自治体の条例。

## 概要
屋外広告物に関して禁止地域、許可を受けなければならない地域や広告物表示禁止物件、特別規制地域、適応除外広告物、禁止広告物、許可等制度、屋外広告業登録制度、屋外広告物審議会、罰則について規定されている。

## 屋外広告物条例に関する事件
- 大阪市屋外広告物条例事件
- 大分市屋外広告物条例事件